# KAMIGATA BOYZ
- SUPER EIGHT > KAMIGATA BOYZ
- WEST. > KAMIGATA BOYZ
- なにわ男子 > KAMIGATA BOYZ
- Aぇ! group > KAMIGATA BOYZ

KAMIGATA BOYZ（カミガタボーイズ）は、SUPER EIGHT・WEST.・なにわ男子・Aぇ! groupのメンバーによる日本の合同ユニット。所属事務所はSTARTO ENTERTAINMENT。所属レーベルはINFINITY RECORDS。2024年5月3日に配信限定シングル『無責任でええじゃないかLOVE』でデビューした。

## 概要
本ユニットは、STARTO ENTERTAINMENT所属の関西出身のグループであるSUPER EIGHTとWEST.となにわ男子のメンバーによる合同エンタメユニットとして結成された。ユニットにメンバーとして参加しているSUPER EIGHTの大倉忠義が旗振り役となっている。
2020年7月28日に関西をルーツとするグループやジュニアが一堂に会して開催された合同ライブイベント『Johnny's DREAM IsLAND 2020→2025 〜大好きなこの街から〜』から始まり、以降は関西ジュニアを中心に様々なライブを開催してきた「DREAM IsLAND」プロジェクトの一環として結成された。
各グループの所属レーベルは異なっているが、本ユニットではSUPER EIGHTの自主レーベルであるINFINITY RECORDSから楽曲をリリースしている。
2024年4月29日にサプライズでユニットの結成が発表され、同年5月3日に配信限定シングル『無責任でええじゃないかLOVE』でデビューを果たした。結成が発表された当日のXでは、「#KAMIGATA_BOYZ」と「#カミガタボーイズ」がトレンドの1位と2位を独占するなどの反響があった。
同年9月14日に新曲『世界を明るく照らしましょう』のリリースの発表と共に、Aぇ! groupが本ユニットに加入することが発表された。

## メンバー
| 名前                                            | グループ    | 生年月日               | 出身地 |
| ----------------------------------------------- | ----------- | ---------------------- | ------ |
| 横山裕 （よこやま ゆう）                        | SUPER EIGHT | 1981年5月9日（43歳）   | 大阪府 |
| 村上信五 （むらかみ しんご）                    | SUPER EIGHT | 1982年1月26日（43歳）  | 大阪府 |
| 丸山隆平 （まるやま りゅうへい）                | SUPER EIGHT | 1983年11月26日（41歳） | 京都府 |
| 安田章大 （やすだ しょうた）                    | SUPER EIGHT | 1984年9月11日（40歳）  | 兵庫県 |
| 大倉忠義 （おおくら ただよし）                  | SUPER EIGHT | 1985年5月16日（39歳）  | 大阪府 |
| 重岡大毅 （しげおか だいき）                    | WEST.       | 1992年8月26日（32歳）  | 兵庫県 |
| 桐山照史 （きりやま あきと）                    | WEST.       | 1989年8月31日（35歳）  | 大阪府 |
| 中間淳太 （なかま じゅんた）                    | WEST.       | 1987年10月21日（37歳） | 兵庫県 |
| 神山智洋 （かみやま ともひろ）                  | WEST.       | 1993年7月1日（31歳）   | 兵庫県 |
| 藤井流星 （ふじい りゅうせい）                  | WEST.       | 1993年8月18日（31歳）  | 大阪府 |
| 濵田崇裕 （はまだ たかひろ）                    | WEST.       | 1988年12月19日（36歳） | 兵庫県 |
| 小瀧望 （こたき のぞむ）                        | WEST.       | 1996年7月30日（28歳）  | 大阪府 |
| 西畑大吾 （にしはた だいご）                    | なにわ男子  | 1997年1月9日（28歳）   | 大阪府 |
| 大西流星 （おおにし りゅうせい）                | なにわ男子  | 2001年8月7日（23歳）   | 兵庫県 |
| 道枝駿佑 （みちえだ しゅんすけ）                | なにわ男子  | 2002年7月25日（22歳）  | 大阪府 |
| 高橋恭平 （たかはし きょうへい）                | なにわ男子  | 2000年2月28日（25歳）  | 大阪府 |
| 長尾謙杜 （ながお けんと）                      | なにわ男子  | 2002年8月15日（22歳）  | 大阪府 |
| 藤原丈一郎 （ふじわら じょういちろう）          | なにわ男子  | 1996年2月8日（29歳）   | 大阪府 |
| 大橋和也 （おおはし かずや）                    | なにわ男子  | 1997年8月9日（27歳）   | 福岡県 |
| 正門良規 （まさかど よしのり）                  | Aぇ! group  | 1996年11月28日（28歳） | 大阪府 |
| 末澤誠也 （すえざわ せいや）                    | Aぇ! group  | 1994年8月24日（30歳）  | 兵庫県 |
| 草間リチャード敬太 （くさま リチャード けいた） | Aぇ! group  | 1996年1月11日（29歳）  | 京都府 |
| 小島健 （こじま けん）                          | Aぇ! group  | 1999年6月25日（25歳）  | 大阪府 |
| 佐野晶哉 （さの まさや）                        | Aぇ! group  | 2002年3月13日（23歳）  | 兵庫県 |

## 年譜

### 2024年
- 4月29日、本ユニットの結成がサプライズで発表された[1][3][2][注 3]。結成発表と同時に公式サイトが開設され、ユニットに参加するSUPER EIGHTとWEST.となにわ男子のメンバー計19人が揃ったアーティスト写真やオフィシャルティザームービーも公開された[12]。
- 5月2日、翌3日に配信限定シングルをリリースしてデビューすることを発表し、デビューシングルのジャケット写真がユニットに参加している各グループの代表メンバーのコメントと共に公開された[14][15][16]。
- 5月3日、配信限定シングル『無責任でええじゃないかLOVE』をデジタルリリースし、SUPER EIGHTの自主レーベル・INFINITY RECORDSからデビューを果たした[8][9][10][6][7]。
- 7月28日、前述の『無責任でええじゃないかLOVE』をCDシングルとして「なにわ（728）の日」に通販限定で発売[17][18][19]。
- 9月14日、Aぇ! groupが本ユニットに加入することを発表[4][5]。
- 9月18日、Aぇ! groupが加入して初の楽曲である2作目の配信限定シングル『世界を明るく照らしましょう』をデジタルリリース[4][5]。
- 9月21日・22日、本ユニット結成後初となる合同ライブ『KAMIGATA BOYZ DREAM IsLAND 2024 〜やっぱこの街好っきゃねん〜』を開催[20][21][22]。同公演では、3グループ以外にも関西出身グループであるAぇ! groupや関西ジュニアのメンバーも参加し、総勢100人以上が集結するライブとなった[20][21]。
- 12月27日、前述の『世界を明るく照らしましょう』をCDシングルとして通販限定で発売[23]。

## ディスコグラフィ

### デジタルシングル
| ＃ | 配信日        | タイトル                   | 最高位   | 最高位    |
| ＃ | 配信日        | タイトル                   | オリコン | Billboard |
| -- | ------------- | -------------------------- | -------- | --------- |
| 1  | 2024年5月3日  | 無責任でええじゃないかLOVE | 1位      | 1位       |
| 2  | 2024年9月18日 | 世界を明るく照らしましょう | 1位      | 1位       |

### CDシングル
| ＃ | 発売日         | タイトル                   | 販売形態          | 初週売上 | 最高位 |
| -- | -------------- | -------------------------- | ----------------- | -------- | ------ |
| 1  | 2024年7月28日  | 無責任でええじゃないかLOVE | 通販限定盤(CD+BD) | －       | －     |
| 2  | 2024年12月27日 | 世界を明るく照らしましょう | 通販限定盤(CD+BD) | －       | －     |

## ライブ
| 開始年 | 日程          | ライブタイトル                                               | 開催日 | 開催日 | 会場                             |
| ------ | ------------- | ------------------------------------------------------------ | ------ | ------ | -------------------------------- |
| 2024年 | 9月21日・22日 | KAMIGATA BOYZ DREAM IsLAND 2024 〜やっぱこの街好っきゃねん〜 | 9月    | 21日   | ヤンマースタジアム長居（大阪府） |
| 2024年 | 9月21日・22日 | KAMIGATA BOYZ DREAM IsLAND 2024 〜やっぱこの街好っきゃねん〜 | 9月    | 22日   | ヤンマースタジアム長居（大阪府） |